# 5664 Eugster
5664 Eugster eller 1981 EX43 är en asteroid i huvudbältet som upptäcktes den 6 mars 1981 av den amerikanska astronomen Schelte J. Bus vid Siding Spring-observatoriet. Den är uppkallad efter Otto Eugster.
Den tillhör asteroidgruppen Vesta.